# Hadena ochrefusa
Hadena ochrefusa là một loài bướm đêm trong họ Noctuidae.